# Verity (nyhetstjänst)
Verity (tidigare Improve the news) är en AI-driven nyhetsaggregator som dagligen samlar in nyhetsrapportering, identifierar nyhetsvinklar och vad som utgör oomtvistad fakta för att sedan samlat presentera olika perspektiv på nyheter och fakta som förekommer i mediarapporteringen. Verity drivs av en icke-vinstdrivande organisation med syftet att öka tillgången till pålitliga nyheter. Målet är att hjälpa läsaren att lyfta blicken över den polariserade debatten och förstå världen på ett nyanserat sätt. I grunden ligger en AI-driven analys av vilka frågor som rapporteras på olika sidor av den politiska spektrumet. Tekniken har utvecklats av bland andra den svenske MIT-professorn Max Tegmark som tog fram denna metod för att illustrera hur partiskhet påverkar nyhetsrapporteringen och -bevakningen.
Metoden delar in nyheter i främst två olika dimensioner. Den ena är den politiska vänster-höger-skalan, den andra etablissemang-antietablissemang.
2022 inledde den svenska nyhetstjänsten Omni ett samarbete med Verity i syfte att erbjuda sina läsare fler perspektiv i nyhetsbevakningen.